# Bistum San Angelo
Das Bistum San Angelo (lat.: Dioecesis Angeliana) ist eine in Texas in den Vereinigten Staaten gelegene römisch-katholische Diözese mit Sitz in San Angelo. Es umfasst die Countys Andrews, Brown, Callahan, Coke, Coleman, Concho, Crane, Crockett, Ector, Glasscock, Howard, Irion, Kimble, Martin, McCulloch, Menard, Midland, Mitchell, Nolan, Pecos, Reagan, Runnels, Schleicher, Sterling, Sutton, Taylor, Terrell, Tom Green und Upton des Bundesstaates Texas.

## Geschichte
Papst Johannes XXIII. gründete es mit der Apostolischen Konstitution Qui Dei consilio  am 16. Oktober 1961 aus Gebietsabtretungen der Bistümer Amarillo, Austin, Dallas, Fort Worth und El Paso und es wurde dem  Erzbistum San Antonio als Suffraganbistum unterstellt.
Am 25. März 1983 verlor es Teile seines Territoriums an das Bistum Lubbock.

## Bischöfe von San Angelo
- Thomas Joseph Drury (30. Oktober 1961 – 19. Juli 1965, dann Bischof von Corpus Christi)
- Thomas Ambrose Tschoepe (12. Januar 1966 – 27. August 1969, dann Bischof von Dallas)
- Stephen Aloysius Leven (20. Oktober 1969 – 24. April 1979)
- Joseph Anthony Fiorenza (4. September 1979 – 6. Dezember 1984, dann  Bischof von Galveston-Houston)
- Michael David Pfeifer OMI (31. Mai 1985–12. Dezember 2013)
- Michael Sis, seit 12. Dezember 2013

## Weblinks

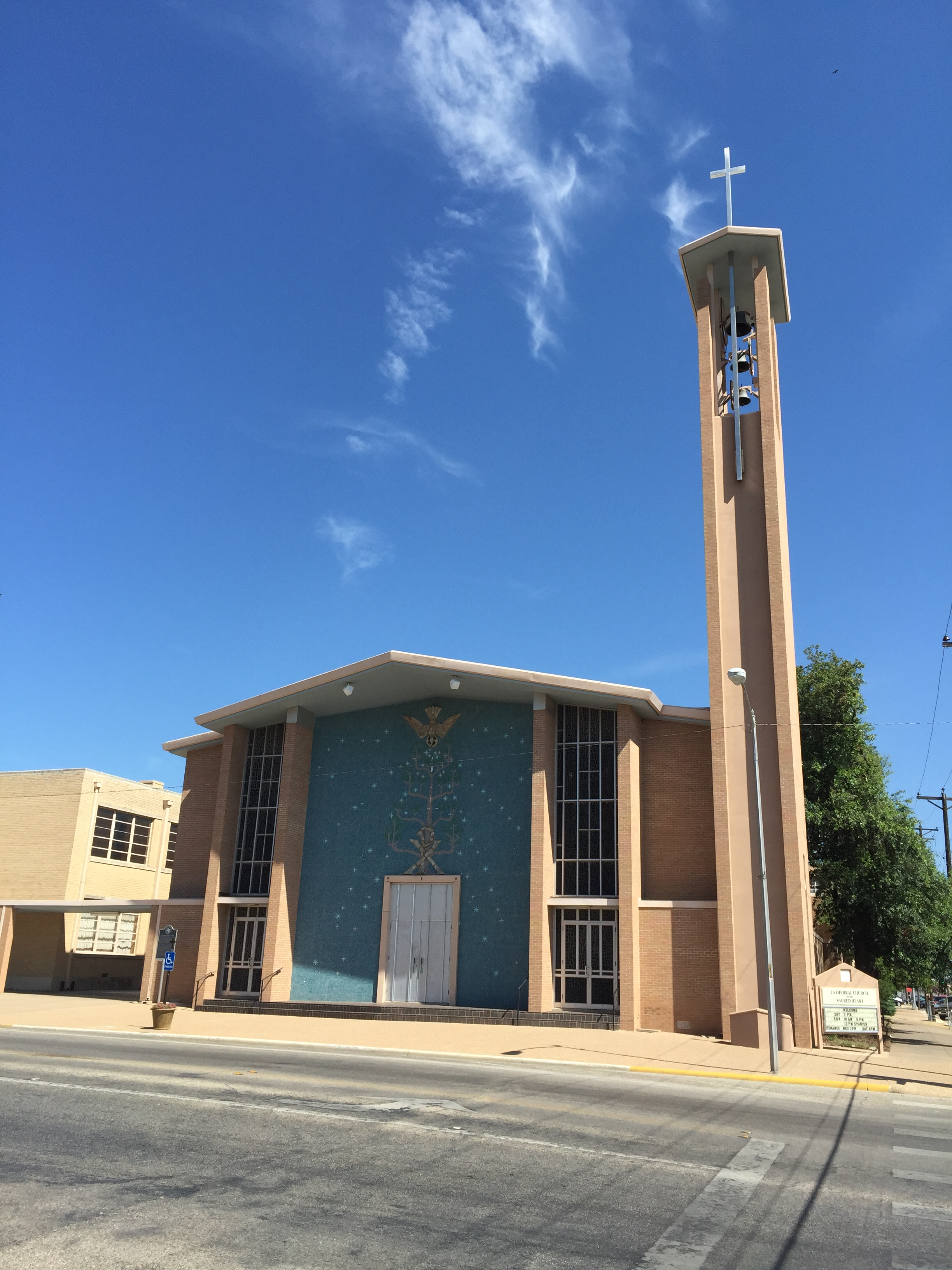
Kathedrale: Sacred Heart in San Angelo